# Hawick Rugby Football Club
Il Hawick Rugby Football Club è una squadra scozzese di rugby a 15 che gioca ad Hawick e disputa la Premiership Division One. Hawick è la squadra più vincente della lega scozzese con dodici campionati vinti, mentre precedentemente alla riforma (1973) ne vinse quattordici (quattro a pari merito).

## Palmarès
- Campionati scozzesi: 12
1973-74, 1974-75, 1975-76, 1976-77, 1977-78, 1981-82, 1983-84, 1984-85, 1985-86, 1986-87, 2000-01, 2001-02
- Coppe di Scozia: 2
1995-96, 2001-02